# John Watts (homme politique)
Pour les articles homonymes, voir Watts.
John Arthur Watts (19 avril 1947-8 septembre 2016) est un homme politique conservateur député à la Chambre des communes entre 1983 et 1997. 

## Biographie
Après des changements de limites en 1983, Watts bat Joan Lestor, l'ancien député travailliste d'Eton et de Slough, pour gagner la nouvelle circonscription de Slough. Il décide de ne pas se représenter aux élections générales de 1997 en raison de changements de limites défavorables et se présente à Reading East où le député conservateur en place prenait sa retraite ; cependant, il est battu à Reading East par Jane Griffiths en 1997. Il est ministre d’État aux Transports de 1994 à 1997. 
Watts meurt en septembre 2016, à l'âge de 69 ans . 